# Assiniboia (circonscription électorale provinciale)
Pour les articles homonymes, voir Assiniboia.
Circonscription électorale provinciale du Canada
Assiniboia est une circonscription électorale provinciale du Manitoba (Canada). La circonscription a été représentée à l'Assemblée législative de 1879 à 1888 et depuis 1903.
La circonscription inclut la pointe la plus à l'est de la ville de Winnipeg. Les circonscriptions limitrophes sont Lakeside, Roblin, Kirkfield Park et St. James.

## Liste des députés
| Assiniboia | Assiniboia             | Assiniboia                | Assiniboia     | Assiniboia  | Assiniboia |
| Nom        | Nom                    | Parti                     | Mandat         | Législature |            |
| ---------- | ---------------------- | ------------------------- | -------------- | ----------- | ---------- |
|            | Alexander Murray       | Conservateur              | 1879 - 1883    | 5e          |            |
|            | Alexander Murray       | Conservateur              | 1883 - 1886    | 6e          |            |
|            | Alexander Murray       | Conservateur              | 1886 - 1888    | 7e          |            |
|            | Duncan MacArthur       | Libéral                   | 1888 - 1888    | 7e          |            |
|            | Circonscription abolie | Circonscription abolie    | 1888 - 1903    | 1888 - 1903 |            |
|            | Joseph Prefontaine     | Libéral                   | 1903 - 1907    | 11e         |            |
|            | Aimé Bénard            | Conservateur              | 1907 - 1910    | 12e         |            |
|            | Aimé Bénard            | Conservateur              | 1910 - 1914    | 13e         |            |
|            | John Thomas Haig       | Conservateur              | 1914 - 1915    | 14e         |            |
|            | John W. Wilton         | Libéral                   | 1915 - 1920    | 15e         |            |
|            | William Bayley         | Dominion Labour           | 1920 - 1920    | 16e         |            |
|            | William Bayley         | Independent Labour        | 1920 - 1922    | 16e         |            |
|            | William Bayley         | Independent Labour        | 1922 - 1927    | 17e         |            |
|            | Joseph Cotter          | Conservateur              | 1927 - 1932    | 18e         |            |
|            | Ralph Webb             | Conservateur              | 1932 - 1936    | 19e         |            |
|            | James Aiken            | Independent Labour/FCC    | 1936 - 1941    | 20e         |            |
|            | David Best             | Conservateur/PC           | 1941 - 1945    | 21e         |            |
|            | Ernest Draffin         | FCC                       | 1945 - 1949    | 22e         |            |
|            | Reginald Wightman      | Libéral                   | 1949 - 1953    | 23e         |            |
|            | Reginald Wightman      | Libéral                   | 1953 - 1958    | 24e         |            |
|            | Donovan Swailes        | FCC                       | 1958 - 1959    | 25e         |            |
|            | David Best             | Progressiste-conservateur | 1959 - 1962    | 26e         |            |
|            | Stephen Patrick        | Libéral                   | 1962 - 1966    | 27e         |            |
|            | Stephen Patrick        | Libéral                   | 1966 - 1969    | 28e         |            |
|            | Stephen Patrick        | Libéral                   | 1969 - 1973    | 29e         |            |
|            | Stephen Patrick        | Libéral                   | 1973 - 1977    | 30e         |            |
|            | Norma Price            | Progressiste-conservateur | 1977 - 1981    | 31e         |            |
|            | Ric Nordman            | Progressiste-conservateur | 1981 - 1986    | 32e         |            |
|            | Ric Nordman            | Progressiste-conservateur | 1986 - 1988    | 33e         |            |
|            | Ed Mandrake            | Libéral                   | 1988 - 1990    | 34e         |            |
|            | Linda McIntosh         | Progressiste-conservateur | 1990 - 1995    | 35e         |            |
|            | Linda McIntosh         | Progressiste-conservateur | 1995 - 1999    | 36e         |            |
|            | Jim Rondeau            | Néo-démocrate             | 1999 - 2003    | 37e         |            |
|            | Jim Rondeau            | Néo-démocrate             | 2003 - 2007    | 38e         |            |
|            | Jim Rondeau            | Néo-démocrate             | 2007 - 2011    | 39e         |            |
|            | Jim Rondeau            | Néo-démocrate             | 2011 - 2016    | 40e         |            |
|            | Steven Fletcher        | Progressiste-conservateur | 2016 - 2017    | 41e         |            |
|            | Steven Fletcher        | Indépendant               | 2017 - 2018    | 41e         |            |
|            | Steven Fletcher        | Manitoba D'abord          | 2018 - 2019    | 41e         |            |
|            | Scott Johnston         | Progressiste-conservateur | 2019 - 2023    | 42e         |            |
|            | Nellie Kennedy (en)    | Néo-démocrate             | 2023 - présent | 43e         |            |